# 馬尼圖林島

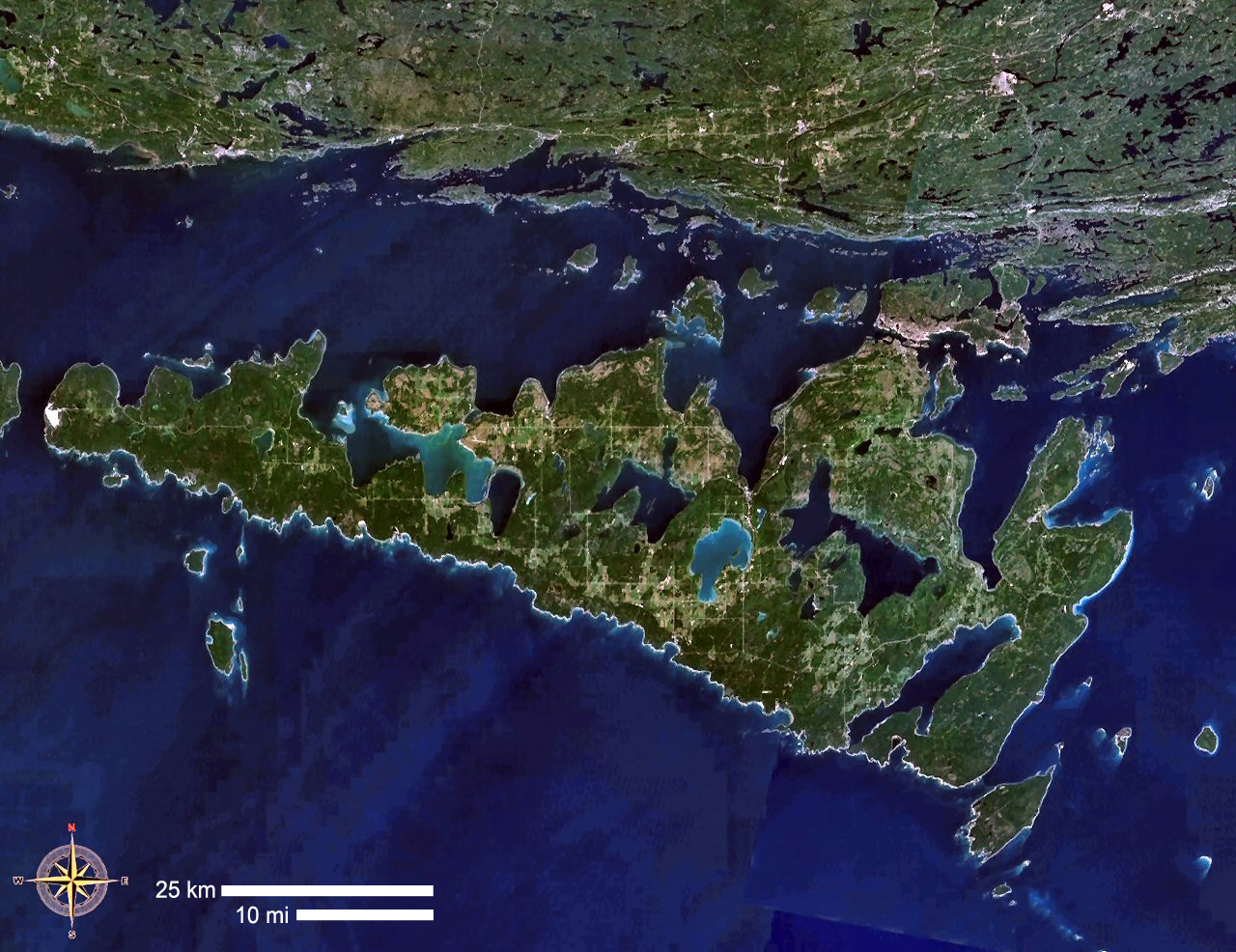
馬尼圖林島

45°45′08.43″N 82°12′32.21″W / 45.7523417°N 82.2089472°W
馬尼圖林島（英語：Manitoulin Island），位於加拿大安大略省境內，面積為2,766 km²，是世界上最大的湖中島，位於休倫湖上，島上的馬尼圖湖為世界上最大的湖中島中湖。